# 根本說一切有部
根本說一切有部（梵語：मूलसर्वास्तिवाद）是佛教部派之一，佛滅第三百年初（即佛滅二百多年後）說一切有部從上座部分出，相對於犍陀羅國和迦濕彌羅國等地的傳承，在摩偷羅國的說一切有部後來又自稱為“根本說一切有部”，《大毘婆沙論》稱其為“持律者”。

## 歷史
根本說一切有部戒律《根本說一切有部毘奈耶》比說一切有部的《十誦律》夾雜了更多的譬喻和本生。最早的有關記錄可見於《大智度論》:
|  | 憂婆離受僧教。師子座處坐說。……二百五十戒義作三部。七法、八法。比丘尼毘尼、增一、憂婆利問、雜部、善部。如是等八十部 作毘尼藏。 毘尼名比丘作罪。佛結戒應行是不應行是。作是事得是罪。略說有八十部。亦有二分。一者摩偷羅國毘尼。含阿波陀那本生有八十部。二者罽賓國毘泥。除却本生阿波陀那。但取要用作十部。 |

## 考證
根本說一切有部與說一切有部之間的關係，長期在學界中爭論。在《異部宗輪論》等早期經論中只提及了說一切有部這麼一個稱呼，根本說一切有部這個稱呼出現在義淨三藏《南海寄歸內法傳》中，並認為從它分出了四個部派。現代學者則傾向於認為這兩個學派是獨立發展的。
1982年，德國梵文學者貝歇特(Heinz Bechert)進行一次名為《小乘文獻的部派歸屬》的系列研究，發現這兩個部派最大的區別在于律藏，論藏次之，至于經藏只有文句上的細微差別。日本學者榎本文雄，認為這兩個部派其實是同一個部派，因時間地域的差異，而形成兩個名稱。2000年，發表《根本說一切有部和說一切有部》以證明此說。

## 引用
1. ↑  《大毘婆沙論》：「譬喻云何。謂諸經中所說種種眾多譬喻。如長譬喻大譬喻等。如大涅槃。持律者說。」
2. ↑  印順《原始佛教聖典之集成》：……在漢譯『根有律』的論書中，可以明白的看出，『根有律』的組織，是近於『十誦律』的（如本書第六章說）。『根有律』就是『八十部律』，與『十誦律』為同一原本，只是流傳不同而有所變化。起初，『十誦律』從摩偷羅Madhurā而傳入罽賓──健陀羅Gandhāra、烏仗那Udyāna一帶，為舊阿毘達磨論師所承用。如『十誦律』說的結集論藏，為：「若人五怖、五罪、五怨、五滅……」，與『阿毘達磨法蘊足論』「學處品」相合。其後，『根有律』又從摩偷羅傳到北方，為迦濕彌羅Kaśmīra阿毘達磨「毘婆沙師」所承用。例如『大毘婆沙論』解說「譬喻」為：「如大涅槃持律者說。所說大涅槃譬喻，出於『根有律雜事』。又如『順正理論』，說結集論藏為「摩呾理迦」；也與『根有律雜事』相合。流行於北方的說一切有部，源遠流長，化區極廣，隨時隨地而有多少不同。這二部廣律，不全為廣略的差別，實為同一原典而流傳不同。
3. ↑  印順《原始佛教聖典之集成》，第六章「比丘尼‧附隨‧毘尼藏之組織」，第一節「比丘尼毘尼」，第一項「比丘尼毘尼的內容」：說一切有部律，「比丘尼法」部分，還含攝在「雜誦」或「雜事」中。
4. ↑  《出三藏記集》：「佛泥洹後。大迦葉集諸羅漢。於王舍城安居。命優波離出律。八萬法藏有八十誦。」「薩婆多部者。梁言一切有也。……本有八十誦。優波掘以後世鈍根不能具受故。刪為十誦。以誦為名。謂法應誦持也。」
5. ↑  《印度學佛教學研究》第四十七卷第一號：「古來之文獻資料中，被稱為『根本說一切有部』，但因為『說一切有部』內部沒有分派，不是『說一切有部』以外之異部。『根本說一切有部』和『說一切有部』是同一者，應該只是旁稱而已。」頁117，1998年